# 1778
1778 (MDCCLXXVIII) fue un año común comenzado en jueves según el calendario gregoriano.

## Acontecimientos
- 6 de febrero: Francia firma unos tratados con los Estados Unidos de América por los que reconoce a la joven nación y se alía con ella en su guerra de independencia contra los británicos.
- 18 de julio: Se estrena la sinfonía París de Wolfgang Amadeus Mozart
- Se inaugura en Madrid la Puerta de Alcalá.
- 28 de julio: en la Casa de Juntas de Puente San Miguel se constituye la provincia de Cantabria.
- En noviembre, los aimaras Tomás Katari y Tomás Achu llegan a Buenos Aires caminando desde Chuquisaca (actual Sucre, capital legislativa de Bolivia) ―ya que como «indios» esclavos, los españoles no les permitían montar― para entrevistarse con el virrey Juan José Vértiz (1719-1799), autoridad máxima del virreinato del Río de la Plata.
- 15 de diciembre: en la ciudad iraní de Kashan se registra un terremoto de 6,2 que deja 8.000 muertos.
- James Cook descubre las islas Hawái.
- Joseph Bramah inventa el retrete de agua corriente.
- La potencia continental europea Francia, interviene a favor de la República estadounidense, con objeto de debilitar a su enemigo tradicional, el Imperio británico.

## Nacimientos
- Pedro Ascencio Alquisiras, insurgente mexicano (f. 1821)

### Febrero
- 13 de febrero: Fernando Sor, guitarrista y compositor español (f. 1839)
- 25 de febrero: José de San Martín, militar y libertador argentino (f. 1850)

### Junio
- 10 de junio: Cornelis Cels, pintor Belga (f. 1859)

### Agosto
- 17 de agosto: John Varley, pintor y astrólogo británico (f. 1842)
- 20 de agosto: Bernardo O'Higgins, militar chileno, jefe de Estado entre 1817 y 1823 (f. 1842)

### Septiembre
- 23 de septiembre: Mariano Moreno, periodista y político argentino (f. 1811)

### Octubre
- 22 de octubre: Francisco Javier de Burgos, periodista y político español (f. 1849)

### Noviembre
- 14 de noviembre: Johann Nepomuk Hummel, compositor y pianista austriaco (f. 1837)

### Diciembre
- 6 de diciembre: Louis Joseph Gay-Lussac, químico y físico francés (f. 1850)

## Fallecimientos
- 10 de enero: Carlos Linneo, botánico sueco (n. 1707)
- 30 de mayo: Voltaire, filósofo francés (n. 1694)
- 2 de julio: Jean-Jacques Rousseau, filósofo francés (n. 1712)
- 3 de julio: Anna Maria Pertl, madre del compositor austriaco Wolfgang Amadeus Mozart.
- 9 de noviembre: Giovanni Battista Piranesi, grabador italiano (n. 1720)
- Toriyama Sekien, pintor y grabador japonés (n. 1712)